# Beardius lingulatus
Beardius lingulatus är en tvåvingeart som beskrevs av Andersen och Ole Anton Saether 1996. Beardius lingulatus ingår i släktet Beardius och familjen fjädermyggor.
Artens utbredningsområde är Costa Rica. Inga underarter finns listade i Catalogue of Life.